# 都築隆広
都築 隆広（つづき たかひろ、1978年 - ）は、日本の小説家、脚本家、放送作家、ライター、書評家。

## 来歴
山梨県出身。東海大学甲府高等学校、東海大学文学部史学科日本史学専攻卒業。2000年に小説「看板屋の恋」で、第91回文學界新人賞を受賞してデビューする。
小説作品以外にも、脚本や構成など映像作品への参加も多い。作家集団「塊KAI」メンバー。『文芸思潮』銀華文学賞、エッセイ賞選考委員。

## 作品リスト

### 単行本未収録
- 看板屋の恋（2000年『文學界』12月号）
- はじらい。（2002年『文學界』4月号）
- 女にしか歌は歌えない。（2007年『三田文學』春季号）
- 狼を見る（2007年『文芸思潮』秋号）
- ハンコの町の鰻がいる家（2009年『三田文學』夏季号）
- ハネムーンきどり（2011年『三田文學』秋季号）

### 映画
- ウミスズめし - 脚本（2013年 監督：中島良 吉本興業 出演：久保田和靖（とろサーモン）、青島あきな、村田秀亮（とろサーモン）

### ドラマ
- Fallen Angel - 総集編回構成（2012年 BS朝日）[3]
- 青空の卵 - 予告・ナレーション執筆（2012年 BS朝日）[4]

### その他
- 恋する私のベーカリー 放送直前スペシャル（2012年1月 LaLa TV）
- ビッグコミックスピリッツ通算1600号記念付録 映画『闇金ウシジマくん』プレミアムナビ （2012年8月 週刊ビッグコミックスピリッツNo.36-37）
- ハイスクール歌劇団☆男組 放送直前スペシャル （2012年9、10月 CBS TBSチャンネル）[4]
- 朗読劇しっぽのなかまたち3 ナビ番組 （2013年11月 BS朝日）
- 不定期連載 WEB小説を求めて（2009年3月 『文芸思潮ウェーブ』）